# Orphans and vulnerable children
Mit dem englischen Begriff orphans and vulnerable children (kurz OVC) werden Waisen und gefährdete Kinder angesprochen, die zum Beispiel im Rahmen von Entwicklungshilfe als besondere Gruppe zu beachten sind.

## Merkmale
Zu den  „Waisen und gefährdeten Kindern“ können zum Beispiel Kinder gezählt werden, auf die eines oder mehrere der folgenden Merkmale zutreffen:
- Tod der Eltern
- Das Kind wurde von den Eltern verlassen
- Leben in extremer Armut
- körperliche oder andere Behinderung
- Leben im Krieg oder Bürgerkrieg
- sexueller Missbrauch
- Mangelernährung, Hunger
- HIV-Infektion
- Diskriminierung, Ausgrenzung

Das genaue Verständnis des Begriffs orphans and vulnerable children hängt unter anderem davon ab, was mit vulnerable (wörtlich „verletzlich“, also „gefährdet“ oder „bedürftig“) im Einzelnen gemeint ist und bis zu welchem Alter man von „Waisen“ beziehungsweise „Kindern“ spricht. Mit orphans (Waisen) können nicht nur Kinder gemeint sein, die ihre Eltern verloren haben, sondern unter Umständen auch Sozialwaisen, deren Eltern nicht in der Lage sind, sie zu versorgen. Aus diesen Gründen gibt es keine einheitliche Definition.